# Vieux-Fort
Vieux-Fort, llamada en criollo Vyéfô, es una comuna francesa situada en el departamento de Guadalupe, de la región de Guadalupe. 
El gentilicio francés de sus habitantes es Vieux-Fortains y Vieux-Fortaines.

## Situación
La comuna está situada en el extremo sur de la isla guadalupana de Basse-Terre.

## Barrios y/o aldeas
Batavia, Beauséjour, Beausoleil, Cocoyer, Derrière-le-Morne, Grand-Chemin, Matouba, Morne-Coco y Morne Dubreuil.

## Demografía
| Gráfica de evolución demográfica de Vieux-Fort entre 1961 y 2013 |
|                                                                  |

Fuente: Insee

## Comunas limítrofes
| Noroeste: Mar Caribe | Norte: Gourbeyre | Noreste: Gourbeyre y Trois-Rivières |
| Oeste: Mar Caribe    |                  | Este: Trois-Rivières                |
| Suroeste Mar Caribe  | Sur: Mar Caribe  | Sureste: Mar Caribe                 |